# Palazzo Pietro Micca
Palazzo Pietro Micca, in precedenza noto come Grattacielo Rai, è un edificio torinese che sorge ai confini del centro storico cittadino, nell'isolato tra via Cernaia, via Guicciardini, via fratelli Ruffini, piazza XVIII Dicembre e corso Bolzano. La sua altezza di 72 metri ne fa uno degli edifici più alti della città.
All'interno dell'edificio sono presenti alcune opere artistiche moderne di grande formato quali il dipinto di Felice Casorati Concerto (1924), la scultura Suonatori di Jazz, realizzata nel 1966 da Mario Giansone, e l'arazzo L'enigna di Febo di Corrado Cagli.

## Storia
Fu costruito nel corso degli anni sessanta - nel pieno del miracolo economico italiano - su progetto degli architetti Domenico Morelli e Aldo Morbelli, sulla base di preesistenti fondamenta della Torre Littoria e della progettata piazza delle parate, mai realizzata. Il grattacielo era volto a rappresentare la sede nazionale della Rai, nata proprio a Torino, ma presto destinata al trasferimento di gran parte dei suoi dipartimenti nella città di Roma.
A seguito del trasferimento degli uffici e delle attività presso il CRIT di via Cavalli, il futuro della struttura è rimasto a lungo incerto: una delle ipotesi è stata l'alienazione del bene per l'acquisto della nuova sede. Negli anni si sono seguite diverse ipotesi, tra cui un nuovo albergo di alta categoria, visto che si affaccia attualmente su un'area di rilevante trasformazione urbana: sono già nati o dovrebbero nascere in prossimità di questo edificio il Grattacielo Intesa Sanpaolo, il Grattacielo FS, la nuova stazione di Torino Porta Susa e il polo intermodale dei trasporti, il Palazzo di Giustizia, il Politecnico e la sua cittadella, la nuova sede espositiva delle OGR e il futuro Centro Congressi. Insieme a queste costruzioni e al Palazzo della Provincia, formerà un piccolo cluster di grattacieli.
Nel 2016 è stato completato il trasferimento totale degli oltre 450 dipendenti e i relativi uffici di competenza alla sede di Torino: la direzione generale, condivisa con la sede di Roma, l'ufficio nazionale abbonamenti TV, i servizi generali, l'amministrazione e finanza, il segretariato sociale, Rai Way e la direzione nazionale ICT nella nuova sede in locazione di via Cavalli, già sede di Tim.

### Proprietà IPI
Fino al 2021 l'edificio ha continuato ad essere di proprietà della Rai, che tentò, a più riprese, di venderlo tramite aste pubbliche non andate a buon fine (non ultimo per la previsione degli elevati costi per la bonifica integrale). Nel giugno del 2021, dopo una negoziazione diretta, il grattacielo è stato ceduto in forma di compromesso preliminare al gruppo IPI. L'acquisto definitivo è poi stato perfezionato nel successivo mese di dicembre, per un costo complessivo di 8,1 milioni di euro.
 L'apertura del cantiere è avvenuta nel gennaio 2023. Nel maggio del 2023 l'edificio è stato intitolato a Pietro Micca.

## Caratteristiche progettuali

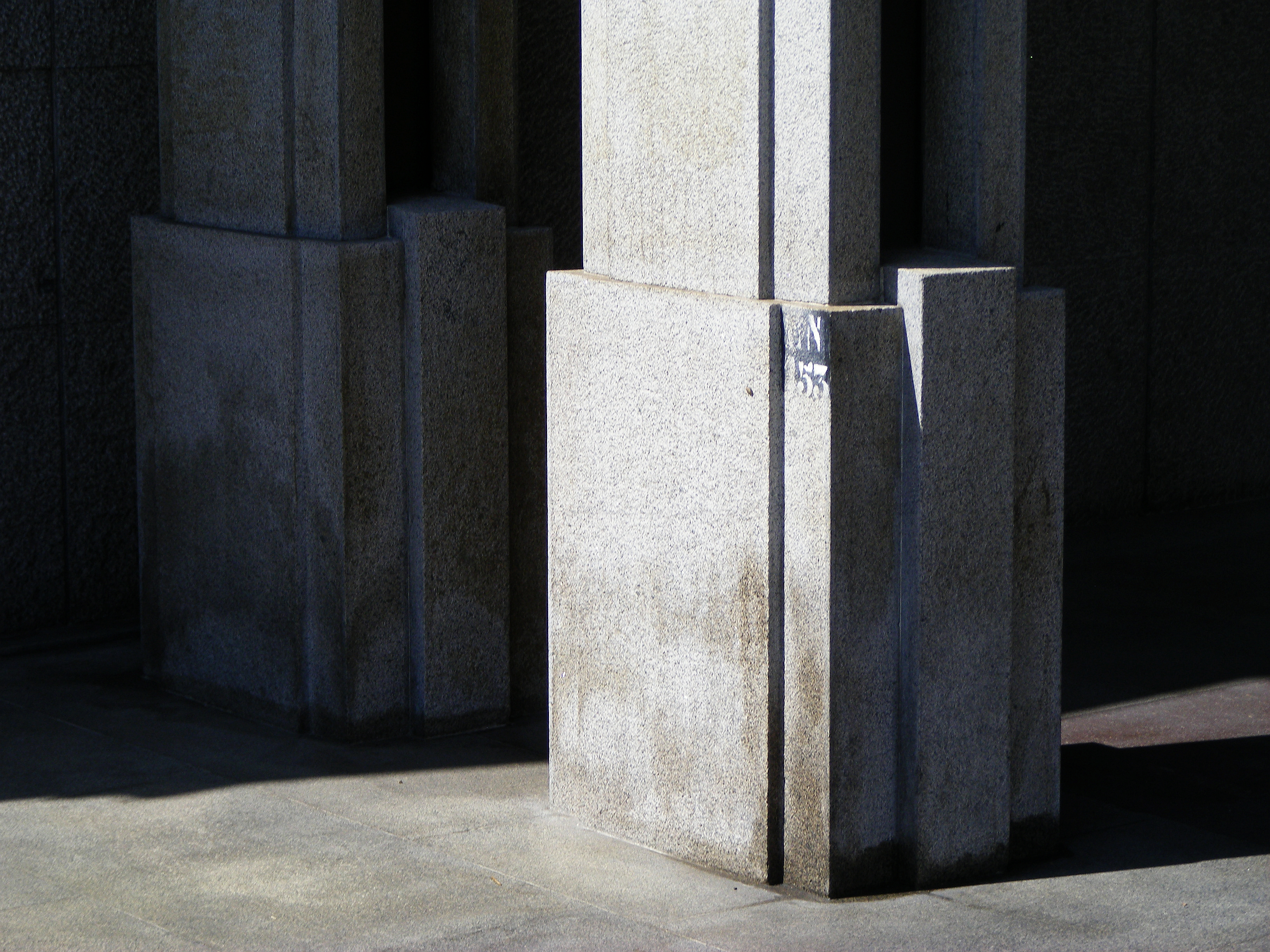
Basamento in pietra di un pilastro del porticato

L'architettura dell'edificio è ispirata all'international style americano e, in particolare, al Seagram Building di New York. Il corpo di fabbrica principale, a forma di parallelepipedo, è affiancato da due corpi più bassi uno dei quali si sviluppa lungo via Cernaia. Sotto quest'ultimo è stato ricavato un porticato in continuità con i portici ottocenteschi della via, ai quali si richiama per forma e dimensioni. Il grattacielo è caratterizzato da strutture in acciaio a vista che ne enfatizzano lo sviluppo verticale ed è sovrastato da una massiccia pensilina. Particolarmente accurati sono i particolari costruttivi in metallo e pietra che ne caratterizzano l'affaccio verso via Cernaia e Piazza XVIII Dicembre. La scelta dell'uso dell'acciaio è dovuta, oltre che a ragioni stilistiche, alla presenza della Finsider all'interno del gruppo IRI, committente dell'impresa: l'uso dell'acciaio nell'edilizia doveva rappresentare una spinta promozionale del mercato di questo materiale, tecnica già adottata con successo negli Stati Uniti.

### Riqualificazione
Sebbene le proiezioni iniziali indicassero che l'avvio dei lavori di bonifica e restauro si sarebbe dovuto verificare già a partire dal 2022, gli studi preliminari per la localizzazione dell'amianto è risultata più complessa del previsto, richiedendo oltre 12 mesi di studi e ricerche approfondite. L'apertura del cantiere è stata, quindi, posticipata al gennaio 2023. Nel maggio del 2023 sono stati avviate le operazioni di bonifica, affidate ad un raggruppamento di quattro società specializzate nella rimozione e nel trattamento dell'amianto: alla fine dei lavori, saranno rimosse 1400 tonnellate di materiale e trasportate via ferroviaria in un impianto situato in Svezia. Nel giugno 2023 è stato installata la ponteggiatura esterna.

## Controversie
Il grattacielo RAI si è guadagnato l'infelice soprannome di "grattacielo dell'amianto", quando in realtà il problema dei materiali a base di fibre d'asbesto utilizzati su così larga scala è comune a tutti gli edifici in metallo costruiti fra gli anni cinquanta e settanta del novecento, come ad esempio Palazzo Nuovo, principale sede dei corsi umanistici dell'Università degli Studi di Torino. 
All'epoca della costruzione dell'edificio i pericoli per la salute legati all'inalazione di fibre di asbesto non erano ancora noti, anche il grattacielo fu quindi realizzato con largo impiego di materiali a base di amianto, sotto forma di pannelli prefabbricati di copertura, plafoniere, o sotto forma di polvere che veniva impastata con collanti a base vinilica per ricoprire intere pareti e isolare in maniera ignifuga fasci di tubazioni. Quest'ultimo sistema è quello che più è stato messo sotto accusa in quanto durante la costruzione dell'edificio causava la formazione di grandi nubi di fibre che si disperdevano nell'aria.
Nel 2009 un dirigente Rai che per molti anni (fra il 1967 e il 1992) aveva lavorato all'interno dell'edificio morì di mesotelioma. Anni prima, nel 1992, un ex dipendente dell'azienda che costruì il grattacielo morì anch'esso di mesotelioma; l'imprenditore edile fu poi condannato per omicidio colposo nel 1995.
La stessa Rai è stata a conoscenza del problema e, da quando la pericolosità dell'impiego di amianto per costruzioni è nota, ha trattato la questione con la dovuta serietà. Nel 1992 vennero effettuate molte opere di "segregazione" delle strutture in amianto e messa in sicurezza, mentre fu contemporaneamente attivato un sistema di controllo della qualità dell'aria tramite il quale si è potuto constatare che i livelli di fibre dispersi nell'aria sono al di sotto dei limiti di legge.